# Тутанга

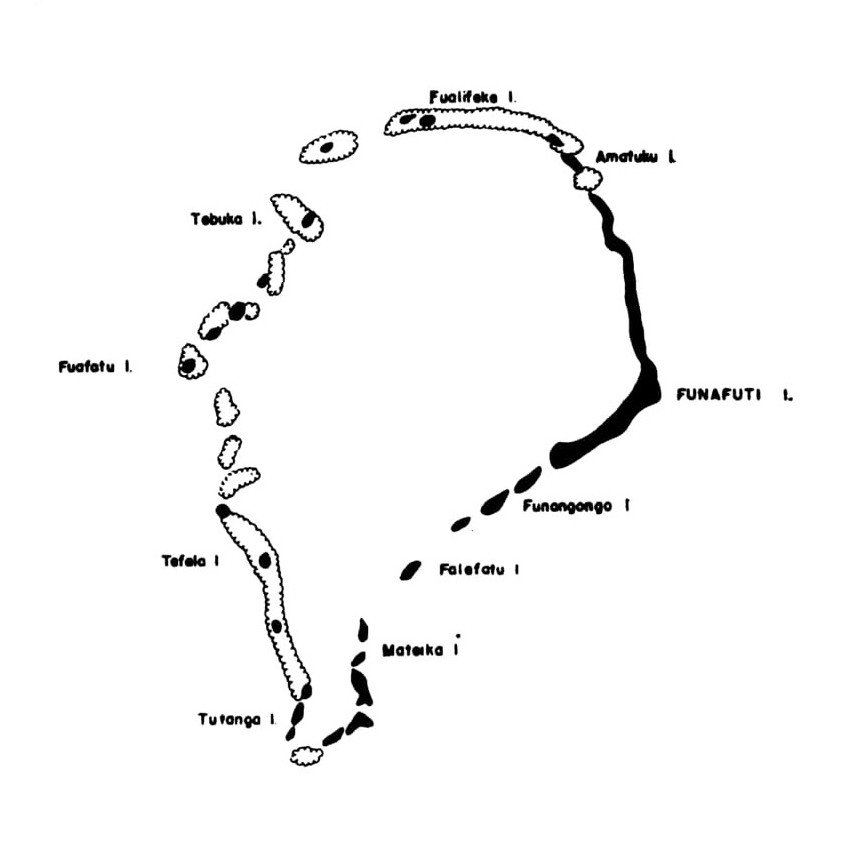
Карта Фунафуті з Тутангою внизу ліворуч

Тутанга — незаселений невеликий острів, який є найпівденнішим у архіпелазі Фунафуті, Тувалу. Цей острів також називають Туаерікі.
У 1896 році професор професор Вільям Соллас відправився на Фунафуті як керівник Королівської експедиції Королівського товариства з вивчення коралових рифів Фунафуті. Згодом професор Соллас опублікував «Легендарну історію Фунафуті», історію, яку розповів йому Еріварой, вождь Фунафуті, через торговця Джека О'Брайена (як перекладача), яка починалася:
Першим царем Фунафуті був Терематуа (? Тіліматуа), але ким він був і звідки він походив, невідомо; однак певно, що він був тут до прибуття Кауги, людей, які припливли на цей острів з Самоа, що означає, як я розумію, самоанців, які зазнали корабельної трощі на каное й попливли на берег. Кауга користувалися великою повагою. На честь одного з них названо Тоа, ділянку землі у Фунафуті, а на честь іншого — найпівденніший острів Туаерікі. Після смерті їм поклонялися як духам.